# Agroquímico

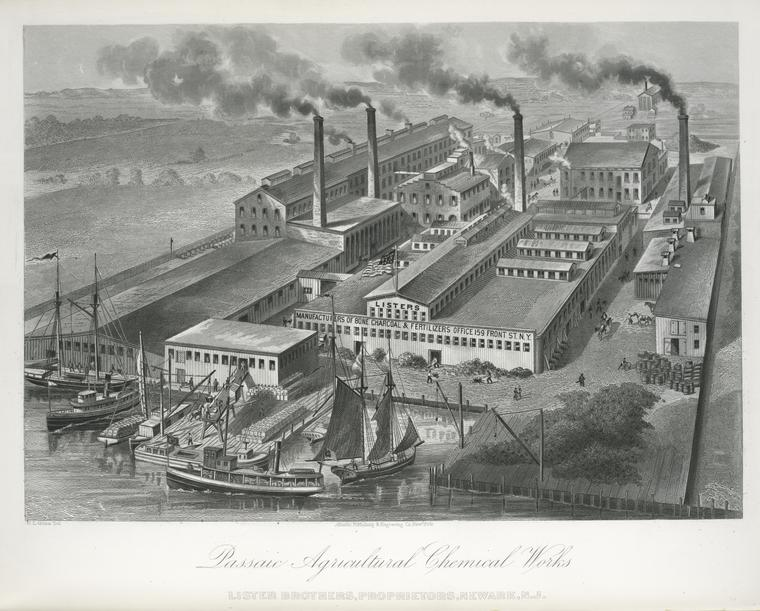
The Passaic Agricultural Chemical Works en Newark, Nueva Jersey, 1876

Un agroquímico, un concentrado de productos químicos agrícolas, es un producto químico utilizado en la agricultura. En la mayoría de los casos, agroquímicos se refiere a pesticidas que incluyen insecticidas, herbicidas, fungicidas y nematicidas. También puede incluir fertilizantes sintéticos, hormonas y otros agentes químicos de crecimiento, y concentrados de estiércol animal sin tratar.

## Categorías
Los agroquímicos se pueden clasificar como fitosanitarios y mejoradores de cultivos. Los productos fitosanitarios incluyen herbicidas, fungicidas e insecticidas. En ocasiones, los agroquímicos se refieren a pesticidas.
- Pesticidas
  - Insecticidas
  - Herbicidas
  - Fungicidas
  - Alguicidas
  - Raticidas
  - Molusquicidas
  - Nematicidas
- Fertilizantes
- Acondicionadores de suelo
- Agentes encalantes y acidificantes
- Reguladores del crecimiento vegetal

## Ecología
Muchos agroquímicos son tóxicos, y los agroquímicos en el almacenamiento a granel pueden presentar riesgos ambientales y/o para la salud significativos, especialmente en caso de derrames accidentales. En muchos países, el uso de agroquímicos está altamente regulado. Se pueden requerir permisos emitidos por el gobierno para la compra y el uso de agroquímicos aprobados. Se pueden imponer penalizaciones importantes por el uso incorrecto, incluido el almacenamiento inadecuado que puede provocar un derrame. En las granjas, las instalaciones de almacenamiento y etiquetado adecuadas, el equipo y los procedimientos de limpieza de emergencia, y el equipo y los procedimientos de seguridad para el manejo, la aplicación y la eliminación a menudo están sujetos a normas y reglamentos obligatorios. Por lo general, las regulaciones se llevan a cabo a través del proceso de registro. 
Por ejemplo, la somatotropina bovina, aunque se usa ampliamente en los Estados Unidos, no está aprobada en Canadá y en otras jurisdicciones, ya que existe preocupación por la salud de las vacas que la usan.

## Historia
Se introdujeron agroquímicos para proteger los cultivos de las plagas y mejorar el rendimiento de los cultivos. Los agroquímicos más comunes incluyen pesticidas y fertilizantes. Debido a la adaptación de las plagas a estos productos químicos, se estaban utilizando más y nuevos productos agroquímicos, causando efectos secundarios en el medio ambiente. Sin embargo, los productos agroquímicos no son completamente ineficientes. Según el artículo, Agricultura, pesticidas, seguridad alimentaria e inocuidad de los alimentos, escrito por Fernando P. Carvalho, los fertilizantes químicos en la década de 1960 fueron responsables del inicio de la "Revolución Verde", donde se usó la misma superficie de tierra con riego intensivo y Los fertilizantes minerales como el nitrógeno, el fósforo y el potasio han aumentado considerablemente la producción de alimentos. A lo largo de los años 70 y 80, la investigación de plaguicidas continuó produciendo agroquímicos más selectivos.
Los sumerios de hace 4500 años han dicho que usan insecticidas en forma de compuestos de azufre. Además, los chinos de hace aproximadamente 3200 años utilizaron compuestos de mercurio y arsénico para controlar los piojos del cuerpo.

## Compañías
Syngenta fue el líder mundial en ventas de productos agroquímicos en 2013 con ~$10,9 mil millones, seguido de Bayer CropScience, BASF, Dow AgroSciences, Monsanto y luego DuPont con ~$3,6 mil millones.